# 朝鮮文人協会
朝鮮文人協会（ちょうせんぶんじんきょうかい）は、1939年に設立された総督府御用団体。後に朝鮮文人報国会となる。

## 概要
朝鮮文人協会は1939年10月29日に設立された。1940年代の朝鮮文壇の暗黒期を象徴する団体である。会は総督府の御用団体として辛島驍、津田剛が起こしたもので、創立総会で会長に李光洙、幹事に朴英熙、金東煥、鄭寅燮、兪鎮午、李箕永、朱燿翰等の朝鮮人文士を指名し、朝鮮人の御用作家を育成する機関となる。朝鮮文人協会は「興亜の大業を成就させるべき島国の新文化創造」を掲げる。
1942年10月、太平洋戦争で日本の戦局が悪化すると、朝鮮文人協会は組織を拡充、総務部と文学部をおき、常任幹事を14名に増員、12名の幹事を定めて、新たに「皇民団結の精神的支柱となり、大東亜諸民族の先駆的役割を担う」ことを掲げた。具体的な綱領は①朝鮮文学界の日本語化促進、②朝鮮文士の日本的鍛錬、③作品の国策協力、④現地の作家動員の4項目である。1943年、朝鮮俳句作家協会、朝鮮川柳協会、国民詩歌連盟等と合併し、朝鮮文人報国会となる。
朝鮮文人協会の活動は『国民文学』を媒体とした。『国民文学』は崔載端が主管する『人文評論』が土台であり、1941年11月以降、日本の文壇弾圧の中、朝鮮で唯一の文芸雑誌となった。『国民文学』は日本語版とハングル版があったが、1942年5月以後、ハングル版は廃止された。朝鮮人の皇民化を進めるためである。
当時、日本による言論弾圧により、朝鮮の文士たちは御用作家となるか、筆を折って引きこもるか、抗日作品を書いて投獄されるかの途を辿るのだが、文壇で活動するには総督府の操る朝鮮文人協会に従うしかなく、発表できる文芸雑誌は『国民文学』しかなかった。それも日本語での投稿となり、朝鮮語での執筆活動は不可能であった。また、朝鮮文人協会は朝鮮人文士の活動を監視し、積極的に時局小説を書いた文士を賞賛する一方、書きあぐねて沈黙した文士を非難し、日本の戦局を賛美する小説を書くことを強要した。1945年の解放までに作品を残した文士の多くは、後に親日派、転向作家として非難を受けることになる。